# Gaudium et spes
Gaudium et Spes (kratica GS; dobesedno slovensko: Veselje in upanje) je dokument Rimskokatoliške Cerkve, ki je nastal med drugim vatikanskim koncilom; objavil ga je papež Pavel VI. 8. decembra 1965. Za dokument je glasovalo 2.307 škofov, proti pa 75.
Slovenski naslov dokumenta je Pastoralna konstitucija o Cerkvi v sedanjem svetu (CS).